# Суюндуков, Аликаш
Аликаш Суюндуков (башк. Әликәш Сөйөндөков) — организатор башкирского восстания 1755—1756, старшина Бурзянской волости, жил в Ногайской даруге.

## Биография
Был одним из организаторов и руководителей башкирского восстания 1755—1756 годов. Старшина Бурзянской волости; совместно с Бикбулатом Аркаевом и другими повстанцами возглавлял отряды повстанцев в Ногайской даруге. В 1755 году обращался к Батырше с просьбой принять участие для подготовке к восстанию. Но план повстанцев был сорван. В конце мая явился с повинной к подполковник Исакову и был заключён в Оренбургскую тюрьму, потом был отправлен в Москву и по пути умер.

## Память
- В честь него названа деревня Аликашево (ныне деревня Буранбаево, Баймакский район)

## Родословная и потомки
Суюндук 
- Аликаш Суюндуков (1679—1755)
- Кинзябулат Аликашев (?)
- Азибай Кинзябулатов (?)
- Ибниамин Ижибаев (1774—1853)
- Сиражетдин (1810-?)
- Вильдан (1848-?).